# 天主教托萊多教區 (巴西)
天主教托萊多教區（拉丁語：Dioecesis Toletana in Brasilia）是巴西一個羅馬天主教教區，屬卡斯卡韋爾總教區。成立於1959年6月20日。
範圍包括巴拉那州西部，教座位於托萊多。2010年有教友337,000人（佔轄區總人口88.5%）、卅二個堂區、五十二名司鐸。現任教區主教為方濟·嘉祿·巴赫。